# エイザ・ラスキン

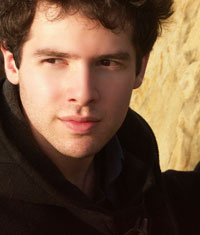
エイザ・ラスキン（2005年）

エイザ・ラスキン（Aza Raskin、1984年 - ）は、アメリカのユーザー・インターフェース・デザイナーであり、会社ヒューマナイズドの社長である。彼はヒューマン・コンピューター・インターフェース・エキスパート、ジェフ・ラスキンの息子である。

## プロフィール
エイザ・ラスキンはジェフ・ラスキンとリンダ・ブラムの長男である。彼のユーザー･インターフェースに関する最初の講演は、10歳のときにサンフランシスコのSIGCHI(Special Interest Group on Computer-Human Interaction)で行われた。その後20歳までに、国際的に講演するようになった。 彼はシカゴ大学で数学と物理学の学士号を取得し、短期間カリフォルニア工科大学に在籍した。彼はフレンチホルンの奏者としても成功している。日本には東京大学の物理学研究室での研究目的で3ヶ月滞在したことがあり、日本語が堪能で、日本語版WikiScannerの開発に貢献した。ジェフ・ラスキンの死後、エイザ・ラスキンは2005年に父親の遺志を継いでヒューマナイズドを創立した。同時に、ラスキン・センター・ヒューマン・インターフェースを率いている。2007年11月、音楽サーチエンジンSongzaを発表、世界中で利用されている。

## 著書
- Never Use A Warning When You Mean Undo
- Death of the Desktop
- Collaboration Made Simple with Bracket Notation
- Contributor to Phishing and Counter-Measures: Understanding the Increasing Problem of Electronic Identity Theft, ISBN 0-471-78245-9

## 講演
- Away with Applications: The Death of the Desktop ( Google Tech Talk by Raskin)